# ثنیه العابد
ثنیه العابد (به عربی: ثنیة العابد) یک شهرداری در الجزایر است که در استان باتنه واقع شده‌است. ثنیه العابد ۱۱٬۳۳۸ نفر جمعیت دارد.